# Низом Косим
 Низом Косим  (настоящее имя — Низом Косим пури Джахонгир,тадж.  Низом Қосим пури Ҷаҳонгир) родился 16 сентября 1958 года   — таджикский  поэт, общественный деятель. Народный поэт Таджикистана (2014). Лауреат Государственной премии Таджикистана имени Абуабдулло Рудаки (2006). Депутат 3 и 4-го созывов Маджлиси намояндагон Маджлиси Оли Республики Таджикистан. Председатель Союза писателей Таджикистана (с 2015 года).

## Биография
Низом Косим пури Джахонгир — родился 16 сентября 1958 года в Республике Таджикистан. Окончил ТГУ по специальности филолог-журналист.
Трудовую деятельность начал с корреспондента газеты "Пионери Точикистон". Затем был заведующим отделом газеты "Комсомоли Точикистон", сотрудником Бюро пропаганды художественной литературы Союза писателей Таджикистана, литературным сотрудником журнала "Садои Шарк", заведующий отделом еженедельника "Адабиет ва санъат", главным редактором Министерства культуры Республики Таджикистан, заведующий отделом культуры газеты "Садои Мардум", ведущим редактором издательстве "Адиб" и директором Государственного учреждения "Детско-юношеское телевидение "Бахористон".
В 2010—2015 годы — депутат 3 и 4 созыва Маджлиси намояндагон Маджлиси Оли Республики Таджикистан от единого общереспубликанского избирательного округа (от НДПТ). Был членом Комитета Маджлиси намояндагон Маджлиси Оли Республики Таджикистан по науке, образованию, культуре и молодежной политике, заместитель председателя Комитета по социальным вопросам, семьи и здравоохранению. На 14-м съезде Союза писателей Таджикистана (30 июня 2015 года) был избран его председателем.
С февраля 1987 года — член Союза писателей СССР, с 1992 года — член Союза писателей РТ.
Автор пятнадцати поэтических сборника, книги литературоведческих и публицистических статей, сборника переводов драм в стихах Софокла, Шекспира, Гоцци, Брехта. Находятся в печати книга статей, эссе и интервью и сборник переводов образцов поэзии мира и СНГ.
Лауреат Рабочей премии строителей Нурекской ГЭС (учрежденный дирекцией ГЭС и редколлегией баруздинского журнала "Дружбы народов") и Государственной премии имени Абуабдулло Рудаки (2006), Народный поэт Таджикистана (2014), лауреат Межгосударственной премии СНГ "Звёзды Содружества" (2018), орден «Мехнат шухрати» Республики Узбекистан (2018).

## Награды и премии
- Рабочая премия строителей Нурекской ГЭС (1998);
- Медаль «Хизмати шоиста» (2001);
- Государственная премия Республики Таджикистан имени Абуабдулло Рудаки (2006);
- Медаль «20–летие Государственной независимости Республики Таджикистан» (2011);
- Народный поэт Таджикистана (7 августа 2014 года) — за образцовую государственную службу, достойный вклад в развитие науки и образования страны, производство товаров и услуг и эффективную предпринимательскую деятельность[1];
- Межгосударственная премия СНГ "Звёзды Содружества" (2018);
- Орден «Мехнат шухрати» (29 августа 2018 года, Узбекистан) — за большой вклад в укрепление многовековых отношений дружбы и добрососедства между братскими народами Узбекистана и Таджикистана, активную и плодотворную деятельность по расширению культурно-гуманитарных связей, бережному сохранению и приумножению общего исторического наследия, духовных ценностей и традиций, заслуги в развитии взаимовыгодного торгово-экономического сотрудничества, всестороннего стратегического партнерства наших стран[2].
- Почётный знак «За заслуги в развитии культуры и искусства» (27 ноября 2020 года, Межпарламентская ассамблея СНГ) — за значительный вклад в формирование и развитие общего культурного пространства государств — участников Содружества Независимых Государств, реализацию идей сотрудничества в сфере культуры и искусства[3].